# Dunka mig gul och blå
"Dunka mig gul och blå" är en sång skriven av Frida Muranius och Johan "Kaggen" Nordlund Låten blev en hit i Sverige i mitten av 2007, och toppade bland annat den svenska singellistan.
Låten bannlystes av Sveriges Radio Kronoberg för att den ansågs associera till kvinnomisshandel på ett obehagligt sätt. Låten handlar, högst explicit, om en tjej som tar med sig en kille hem och säger att han får dunka henne gul och blå. Texten har dock inget med kvinnomisshandel att göra utan refererar till BDSM eller "hårt sex", något som Muranius även bekräftat i en intervju: ”Jag hymlar ju inte med att låten handlar om hårt sex. Vissa gillar det.” Andra radiokanaler, till exempel SR Blekinge, har valt att inte spela låten med motiveringen att den helt enkelt inte håller de musikaliska kvaliteter som krävs.

## Listplaceringar
| Lista (2007-2008) | Topplacering |
| ----------------- | ------------ |
| Sverige           | 1            |